# Liste der Baudenkmale in Wiesengrund
In der Liste der Baudenkmale in Wiesengrund sind alle Baudenkmale der brandenburgischen Gemeinde Wiesengrund und ihrer Ortsteile aufgelistet. Grundlage ist die Veröffentlichung der Landesdenkmalliste mit dem Stand vom 1. Januar 2025. Die Bodendenkmale sind in der Liste der Bodendenkmale in Wiesengrund aufgeführt.

## Baudenkmale in den Ortsteilen
In den Spalten befinden sich folgende Informationen:
- ID-Nr.: Die Nummer wird vom Brandenburgischen Landesamt für Denkmalpflege vergeben. Ein Link hinter der Nummer führt zum Eintrag über das Denkmal in der Denkmaldatenbank. In dieser Spalte kann sich zusätzlich das Wort Wikidata befinden, der entsprechende Link führt zu Angaben zu diesem Denkmal bei Wikidata.
- Lage: die Adresse des Denkmales und die geographischen Koordinaten. Link zu einem Kartenansichtstool, um Koordinaten zu setzen. In der Kartenansicht sind Denkmale ohne Koordinaten mit einem roten beziehungsweise orangen Marker dargestellt und können in der Karte gesetzt werden. Denkmale ohne Bild sind mit einem blauen bzw. roten Marker gekennzeichnet, Denkmale mit Bild mit einem grünen beziehungsweise orangen Marker.
- Bezeichnung: Bezeichnung in den offiziellen Listen des Brandenburgischen Landesamtes für Denkmalpflege. Ein Link hinter der Bezeichnung führt zum Wikipedia-Artikel über das Denkmal.
- Beschreibung: die Beschreibung des Denkmales
- Bild: ein Bild des Denkmales und gegebenenfalls einen Link zu weiteren Fotos des Baudenkmals im Medienarchiv Wikimedia Commons

### Dubrau
| ID-Nr.            | Lage                       | Bezeichnung     | Beschreibung                                                                                       | Bild           |
| ----------------- | -------------------------- | --------------- | -------------------------------------------------------------------------------------------------- | -------------- |
| 09125465 Wikidata | Dubrauer Dorfstraße (Lage) | Valentin-Kirche | Die evangelische Kirche wurde 1818 errichtet. Der Kanzelaltar im Inneren stammt aus dem Jahr 1738. | weitere Bilder |

### Gahry
| ID-Nr.                           | Lage                                    | Bezeichnung                                                                              | Beschreibung | Bild               |
| -------------------------------- | --------------------------------------- | ---------------------------------------------------------------------------------------- | --- | ------------------ |
| 09125368                         | Gahryer Hauptstraße 4, 4a, 5, 5a (Lage) | Gutshaus mit gegenüberstehendem Wirtschaftsgebäude und Parkanlage einschließlich Parktor | | weitere Bilder     |
| 09126114 Teilobjekt zu: 09125368 | Gahryer Hauptstraße 4, 4a, 5, 5a (Lage) | Gutshaus                                                                                 | Das Gutshaus wurde in der ersten Hälfte des 19. Jahrhundert erbaut, 1910 wurde es umgebaut. Es ist ein zweigeschossiges Gebäude auf einem T-förmigen Grundriss und hat ein Satteldach. | BW                 |
| 09126115 Teilobjekt zu: 09125368 | Gahryer Hauptstraße 4, 4a, 5, 5a (Lage) | Wirtschaftsgebäude                                                                       | Das Wirtschaftsgebäude steht nordwestlich des Gutshauses. Erbaut wurde das Gebäude im Jahr 1910.                                                                                       | Wirtschaftsgebäude |
| 09126116 Teilobjekt zu: 09125368 | Gahryer Hauptstraße 4, 4a, 5, 5a (Lage) | Gutspark                                                                                 | | BW                 |

### Klinge
| ID-Nr.   | Lage                                        | Bezeichnung                                                                                     | Beschreibung                                                     | Bild           |
| -------- | ------------------------------------------- | ----------------------------------------------------------------------------------------------- | ---------------------------------------------------------------- | -------------- |
| 09125104 | Alt Sergener Weg (Lage)                     | Rittertrophäen vom Torbogen Klinge (Originale), auf neuem Raubrittertor; siehe Groß Schacksdorf | siehe auch Liste der Baudenkmale in Groß Schacksdorf-Simmersdorf | weitere Bilder |
| 09126291 | Bahnhofstraße, Gosdaer Bahnhofstraße (Lage) | Bahnhof Klinge                                                                                  |                                                                  | Bahnhof Klinge |

### Trebendorf(Trjebejce)
| ID-Nr.                           | Lage        | Bezeichnung                                                                     | Beschreibung | Bild                                                                            |
| -------------------------------- | ----------- | ------------------------------------------------------------------------------- | --- | ------------------------------------------------------------------------------- |
| 09125283                         | L 48 (Lage) | Meilenstein „20 Meilen bis Berlin“                                              | | BW                                                                              |
| 09125969                         | (Lage)      | Ruhestätte der Familie Natzmer und Gedenkstein für Dubislav Gneomar von Natzmer | | Ruhestätte der Familie Natzmer und Gedenkstein für Dubislav Gneomar von Natzmer |
| 09125970 Teilobjekt zu: 09125969 | (Lage)      | Gedenkstein                                                                     | Der Gedenkstein befindet sich etwa 30 Meter südwestlich des Familienfriedhofes. Gewidmet ist er Dubislav Gneomar von Natzmer, Generalfeldmarschall, geboren am 14. September 1654, gestorben am 13. Mai 1739. | Gedenkstein                                                                     |